# 貧齒龍屬
貧齒龍屬（學名：Miodentosaurus）是種已滅絕海生爬行動物，屬於海龍目，生存於三疊紀晚期的中國贵州省。貧齒龍的身長約2到2.5公尺，可能是最大型的海龍類。
模式种为短吻贫齿龙。短吻贫齿龙牙齿稀少且局限于上、下颌的前端，表明其并非纯肉食动物。

## 外部連結
- Original description of Miodentosaurus (pdf)